# Lili Roubiczek-Peller
Lili Esther Roubiczek-Peller (geboren 28. Februar 1898 in Prag, Österreich-Ungarn; gestorben 30. August 1966 in Monroe, New Jersey) war eine US-amerikanische Pädagogin und Psychoanalytikerin österreichischer Herkunft. Sie war Pionierin der Montessoripädagogik in Österreich und entwickelte ein eigenständiges Wiener Montessori-Modell.

## Leben
Lili Roubiczek war die Tochter des vermögenden jüdischen Textilfabrikanten Ludwig Roubiczek. Nach der Matura an einem deutschsprachigen Gymnasium in Prag studierte sie 1917 zunächst Biologie, dann Pädagogik und ging 1920 nach Wien, wo sie bei Karl und Charlotte Bühler Psychologie studierte. 1921 absolvierte sie einen Ausbildungskurs bei Maria Montessori in London, wonach sie gemeinsam mit dem Australier Lawrence A. Benjamin beschloss, in Wien ein Kinderhaus zu gründen.
1922 entstand so in der Troststraße in Wien-Favoriten das erste Haus der Kinder nach den Prinzipien der Montessori-Pädagogik. 1925 begann sie Montessori-Ausbildungskurse zu halten. Durch Kontakte zur Wiener Stadtregierung, besonders zu Stadtrat Julius Tandler wurde sie Konsulentin für Kindergartenfragen bei der Gemeinde Wien. 1927 gründete sie das Haus der Kinder am Rudolfsplatz.
Ab Ende der 1920er Jahre interessierte sich Roubiczek immer mehr für die Psychoanalyse und ihre Nutzbarmachung für die Pädagogik. Ihr schwebte eine Synthese zwischen Montessori-Pädagogik und Psychoanalyse vor. Nach einem von ihr vermittelten Treffen zwischen Anna Freud und Maria Montessori kam es aber zu keiner Annäherung, im Gegenteil, Montessori untersagte Roubiczek jede Verschmelzung ihrer Theorie mit der Psychoanalyse, wodurch es zu einer zunehmenden Entfremdung und verstärkter Hinwendung Roubiczeks zur Psychoanalyse kam.
1931 machte sie ihre Ausbildung zur Psychoanalytikerin bei Siegfried Bernfeld und Hermann Nunberg und wurde außerordentliches Mitglied der Psychoanalytischen Vereinigung.
1933 heiratete Lili Roubiczek den sozialistischen Sozialmediziner Sigismund Peller, der ein Mitarbeiter Julius Tandlers war. Durch die Ereignisse des Februar 1934 veranlasst, die eine Verfolgung der österreichischen Sozialdemokraten zur Folge hatten, emigrierte das Ehepaar nach Palästina. Dort baute Lili Roubiczek eine Elementarschule in Jerusalem auf, die ihren in Wien gefundenen Prinzipien folgte, und stand in Kontakt mit dem Psychoanalytischen Institut in Jerusalem.
1937 wurde Sigismund Peller an die Johns-Hopkins-Universität berufen, wodurch das Ehepaar nach Baltimore in die USA übersiedelte. 1940 ließen sie sich in New York City nieder. Sie befasste sich während des Krieges als Erziehungsberaterin mit der außerhäuslichen Betreuung von Kleinkindern und machte sich nach einiger Zeit als Psychoanalytikerin selbstständig. Gemeinsam mit dem aus Österreich emigrierten Paul Federn gründete sie eine Studiengruppe für Nicht-Mediziner unter den Psychoanalytikern. Sie hielt Vorträge und Vorlesungen über die Entwicklung von Kindern am Psychoanalytic Institute in Philadelphia, an dem sie später Ehrenmitglied wurde, und im Departement of Child Psychiatry am Albert Einstein College of Medicine in der Bronx. Sie beschäftigte sich im Alter wieder zunehmend mit der Sprachentwicklung des Kindes, einem Thema, das sie schon in Wien behandelt hatte.
Im Jahr 1970 wurde die Roubiczekgasse in Wien-Favoriten nach ihr benannt.

## Schriften
- On Development and Education of Young Children. Selected Papers. Philosophical Library: New York, 1978.